# Agelaea
Agelaea é um género botânico pertencente à família Connaraceae, composto por 91 espécies de plantas fanerogâmicas.

## Espécies
Entre as 91, destacam-se:
- Agelaea agamae
- Agelaea annobonnensis
- Agelaea australis
- Agelaea baronii
- Agelaea borneensis
- Agelaea lamarckii